# The Marauders
The Marauders (bra: Os Rapinantes) é um filme de faroeste estadunidense dirigido por Gerald Mayer e estrelado por Dan Duryea, Jeff Richards, Keenan Wynn e Jarma Lewis. Foi lançado em 20 de maio de 1955, pela Metro-Goldwyn-Mayer.

## Elenco
- Dan Duryea como Mr. Avery
- Jeff Richards como Corey Everett
- Keenan Wynn como Hook
- Jarma Lewis como Hannah Ferber
- John Hudson como Roy Rutherford
- Harry Shannon como John Rutherford
- David Kasday como Albie Ferber
- James Anderson como Louis Ferber
- Richard Lupino como Perc Kettering
- Peter Mamakos como Ramos
- Mort Mills como Carmack
- John Damler como Cooper
- Michael Dugan como Sal
- Ken Carlton como Thumbo

## Produção
Partes do filme foram filmadas em locações em Indio, Califórnia.